# 1. Klasse Dresden 1940/41
Die 1. Klasse Dresden 1940/41 war die achte Spielzeit der nun 1. Klasse genannten Fußball-Bezirksklasse Dresden-Bautzen im Sportgau Sachsen. Sie diente als eine von vier zweitklassigen Bezirksklassen als Unterbau der Gauliga Sachsen. Die Meister dieser vier Spielklassen qualifizierten sich für eine Aufstiegsrunde, in der zwei Aufsteiger zur Gauliga Sachsen ausgespielt wurden.
Die 1. Klasse Dresden wurde in dieser Spielzeit erneut in zwei Staffeln im Rundenturnier mit Hin- und Rückspiel ausgetragen, in diesem Jahr jedoch mit je sieben teilnehmenden Mannschaften. Die beiden Staffelsieger trafen dann in zwei Finalspielen um die Bezirksmeisterschaft aufeinander. Saisonstart war der 1. September 1940, das letzte Saisonspiel kam am 20. April 1941 zur Austragung. Als Bezirksmeister setzte sich Gauligaabsteiger Guts Muts Dresden durch einen 3:1-Sieg im Finale gegen Vorjahresfinalist SC Heidenau durch und qualifizierte sich dadurch für die Aufstiegsrunde zur Gauklasse Sachsen 1941/42. In dieser setzten sich die Dresdner als Erstplatzierter durch, wodurch der sofortige Wiederaufstieg in die Erstklassigkeit gelang. Der Aufsteiger BC Sportlust Dresden sowie der Radebeuler BC stiegen nach dieser Spielzeit in die 2. Klassen ab. 

## Staffel A
Kreuztabelle
Die Kreuztabelle stellt die Ergebnisse aller überlieferten Spiele dieser Saison dar. Die Heimmannschaft ist in der linken Spalte, die Gastmannschaft in der oberen Zeile aufgelistet.
| 1940/41                 | HEI | F04 | REI    | STR | SÜD | FRE    | SPL |
| ----------------------- | --- | --- | ------ | --- | --- | ------ | --- |
| SC Heidenau             |     | 2:0 | 1:1    | 5:1 | 0:0 | 5:3    | 4:2 |
| SC Freital 04           | 5:1 |     | 4:2    | 2:4 | 0:0 | 9:0    | 4:2 |
| VfL Reichsbahn Dresden  | 1:1 | 3:4 |        | 2:2 | 1:1 | +0:0 a | 5:0 |
| BSG Straßenbahn Dresden | 2:2 | 0:3 | 2:1    |     | 2:1 | 4:4    | 3:3 |
| SV Südwest Dresden      | 0:4 | 2:2 | 1:5    | 1:3 |     | 6:0    | 4:1 |
| Sportfreunde Freiberg   | 3:8 | 4:1 | 0:1    | 1:2 | 5:1 |        |     |
| BC Sportlust Dresden    | 3:4 | 2:3 | 0:0+ b | 5:1 | 1:2 | 2:3    |     |

Abschlusstabelle
| Pl. | Verein                   | Sp. | S | U | N | Tore    | Quote | Punkte |
| --- | ------------------------ | --- | - | - | - | ------- | ----- | ------ |
| 1.  | SC Heidenau              | 12  | 7 | 4 | 1 | 037:210 | 1,76  | 18:60  |
| 2.  | SC Freital 04            | 12  | 7 | 2 | 3 | 037:220 | 1,68  | 16:80  |
| 3.  | VfL Reichsbahn Dresden   | 12  | 5 | 4 | 3 | 022:160 | 1,38  | 14:10  |
| 4.  | BSG Straßenbahn Dresden  | 12  | 5 | 4 | 3 | 026:300 | 0,87  | 14:10  |
| 5.  | SV Südwest Dresden       | 12  | 3 | 4 | 5 | 019:240 | 0,79  | 10:14  |
| 6.  | Sportfreunde Freiberg    | 11  | 3 | 1 | 7 | 023:390 | 0,59  | 07:15  |
| 7.  | BC Sportlust Dresden (N) | 11  | 1 | 1 | 9 | 021:330 | 0,64  | 03:19  |

| (N) | Aufsteiger aus den 2. Klassen |

## Staffel B
Kreuztabelle
Die Kreuztabelle stellt die Ergebnisse aller überlieferten Spiele dieser Saison dar. Die Heimmannschaft ist in der linken Spalte, die Gastmannschaft in der oberen Zeile aufgelistet.
| 1940/41            | Guts Muts Dresden | PIR | 03D | SPV | MEI | Dresdensia Dresden | RAD |
| ------------------ | ----------------- | --- | --- | --- | --- | ------------------ | --- |
| Guts Muts Dresden  |                   | 3:1 | 2:0 | 5:0 | 5:0 | 5:2                | 4:1 |
| Pirnaer TuSV       | 1:3               |     | 5:1 | 2:5 | 3:1 | 2:2                | 3:1 |
| VfB 03 Dresden     | 2:5               | 5:2 |     | 1:3 | 6:2 | 5:2                | 5:3 |
| SpVgg Dresden      | 2:4               | 2:4 | 2:5 |     | 3:2 | 1:2                | 5:1 |
| Meißner SV 08      | 1:2               | 1:2 | 3:1 | 4:1 |     | 2:1                | 5:0 |
| Dresdensia Dresden | 0:5               | 1:4 | 2:1 | 2:5 | 2:0 |                    | 6:2 |
| Radebeuler BC      | 1:5               | 7:0 | 1:2 | 2:3 | 2:5 | 2:1                |     |

Abschlusstabelle
| Pl. | Verein                | Sp. | S  | U | N  | Tore    | Quote | Punkte |
| --- | --------------------- | --- | -- | - | -- | ------- | ----- | ------ |
| 1.  | Guts Muts Dresden (A) | 12  | 12 | 0 | 0  | 047:110 | 4,27  | 24:0   |
| 2.  | Pirnaer TuSV          | 12  | 6  | 1 | 5  | 029:320 | 0,91  | 13:11  |
| 3.  | VfB 03 Dresden        | 12  | 6  | 0 | 6  | 034:310 | 1,10  | 12:12  |
| 4.  | SpVgg Dresden (N)     | 12  | 6  | 0 | 6  | 032:340 | 0,94  | 12:12  |
| 5.  | Meißner SV 08         | 12  | 5  | 0 | 7  | 026:280 | 0,93  | 10:14  |
| 6.  | Dresdensia Dresden    | 12  | 4  | 1 | 7  | 023:340 | 0,68  | 09:15  |
| 7.  | Radebeuler BC         | 12  | 2  | 0 | 10 | 023:440 | 0,52  | 04:20  |

| (A) | Absteiger aus der Gauliga     |
| (N) | Aufsteiger aus den 2. Klassen |

## Finale Bezirksmeisterschaft
| Datum         |                   | Ergebnis  |                   |
| ------------- | ----------------- | --------- | ----------------- |
| 16. März 1941 | SC Heidenau       | 1:1 (1:1) | Guts Muts Dresden |
| 30. März 1941 | Guts Muts Dresden | 3:1 (1:0) | SC Heidenau       |
| Gesamt:       | SC Heidenau       | 2:4       | Guts Muts Dresden |